# Greenlandien
Stratigraphie
Pléistocène supérieur Northgrippien
Pléistocène
Paléogéographie et climat
Contexte géodynamique
Réchauffement climatique
Le Greenlandien est le premier des trois étages de l'Holocène. Il s'étend de 11 700 ans à 8 326 ans avant le présent (l'an 2000),,,.

## Historique
La définition de cet étage, ainsi que celle des deux autres étages de l'Holocène, le Northgrippien et le Méghalayen, a été proposée en 2012 et ratifiée en 2018 par la Commission internationale de stratigraphie.

## Chronologie
L'Holocène a été subdivisé par la Commission internationale de stratigraphie en trois étages,,, :
- le Greenlandien, de 11 700 à 8 236 ans AP (« AP » pour « Avant le Présent », en fait, par convention : avant l'an 1950)[7] ;
- le Northgrippien, de 8 236 à 4 250 ans AP ;
- le Méghalayen, de 4 250 ans AP à aujourd'hui.

## Stratotype
Le point stratotypique mondial (PSM) définissant la base du Greenlandien et de l'Holocène (ratifié en 2018) est un échantillon du North Greenland Ice Core Project, site de forage situé près du centre du Groenland aux coordonnées de 75° 06′ N, 42° 19′ O. Le PSM marque les premières indications de réchauffement climatique à l'issue de la phase froide du Dryas récent,.

Diagramme des températures durant l'Holocène

## Climat
Après la remontée brutale des températures marquant la fin du Pléistocène supérieur, le réchauffement climatique se poursuit à un rythme un peu plus modéré durant le Greenlandien. Il est interrompu en fin de période par une chute relative des températures, dénommée événement climatique de 8200 BP. Cette fluctuation climatique ponctuelle a été retenue pour définir la limite entre Greenlandien et Northgrippien.
Le réchauffement climatique entraîne une remontée rapide du niveau des mers, qui engloutissent de vastes régions autrefois émergées, et transforment en îles des portions de continents. C'est par exemple le cas des îles Britanniques, coupées du reste de l'Europe, de nombreuses iles d'Indonésie, coupées de l'Asie du Sud-Est continentale, de la Nouvelle-Guinée et de la Tasmanie, isolées de l'Australie, etc. Le pont terrestre de la Béringie est envahi par la mer, formant ainsi le détroit de Béring qui sépare désormais le continent américain du continent asiatique.

## Paléofaune
De nombreuses espèces de la mégafaune s'éteignent durant le Greenlandien, dans la continuité des extinctions de la fin du Pléistocène supérieur. Ces extinctions constituent de manière globale l'extinction du Quaternaire.

## Préhistoire
En Europe et dans de nombreuses régions d'Asie, le début du Greenlandien ouvre la voie au Mésolithique, qui se prolonge généralement jusqu'au début du Northgrippien. Au Proche-Orient, l'agriculture et l'élevage émergent durant le Greenlandien, marquant ainsi le début du Néolithique.